# 169-й истребительный авиационный полк
169-й истребительный авиационный полк — воинская часть Военно-воздушных сил (ВВС) Вооружённых Сил РККА, принимавшая участие в боевых действиях Великой Отечественной войны.

## История
Формировался с августа 1940 года в Ржеве. В марте 1941 года полностью укомплектованный полк вошёл в состав 23-й смешанной авиационной дивизии.
На 22 июня 1941 года базировался на аэродроме Ерши в 20 километрах северо-западнее Ржева, имея в наличии 50 самолётов И-153.
В составе действующей армии с 25 июня по 12 августа и с 28 сентября по 5 ноября 1941 года, с 13 февраля по 11 марта 1942 года и с 6 декабря 1942 по 18 марта 1943 года.
С 23 июня 1941 года начал перебазироваться на аэродром Приямино в 40 километрах западнее Борисова, но был перебазирован на аэродромы Оршанского аэроузла (Пронцевка, Зубово, Яковлевичи), откуда начал боевые действия, совершая вылеты в направлениях Борисов—Могилёв—Шклов. С 5 июля по 12 августа 1941 года совершал вылеты с аэродромов Горки, Смоленск, Шаталово и Олсуфьево, после чего 12 августа 1941 был направлен на переформирование в 6-й запасный истребительный авиационный полк в Рассказово, куда прибыл 17 августа 1941 года.
За период с июня по август 1941 года полк отчитался о 1446 боевых вылетах, из них: на прикрытие патрулированием железнодорожных узлов, городов, аэродромов и других военных объектов — 724, на перехват самолётов противника 434, на сопровождение бомбардировщиков 98, на разведку 94, на штурмовку 96 боевых вылетов.
16 сентября 1941 года, имея в наличии 20 МиГ-3 убыл в район Волхова. 30 сентября 1941 года закончил перебазирование в Боровичи и с 3 октября 1941 года по 6 ноября 1941 года осуществляет боевые вылеты с аэродромов Городна и Волгино в направлениях Чудово — Спасская Полисть — Подберезье. За этот период совершил 416 боевых вылетов, в основном на штурмовку войск противника, наступающим на Тихвин, потеряв при этом 12 самолётов. Всему личному составу полка была объявлена благодарность командиром 111-й стрелковой дивизии за активное участие в выводе её из окружения. 6 ноября 1941 года убыл на переформирование в 1-й запасный истребительный авиационный полк в Чебоксары, где был пополнен и переобучен на ЛаГГ-3.
В конце января 1942 года в Люберцах получил самолёты, и после недолгой практики в Люберцах и Туле, в количестве 18 ЛаГГ-3 отправился на Северо-Западный фронт. Прибывал на аэродром Выползово 13—15 февраля 1942 года и сразу вводился в бой. С 16 февраля 1941 года вошёл в состав ВВС 1-й ударной армии, был частью переброшен на аэродром Юрьево и действовал над Старой Руссой. 11 марта 1942 года передал оставшиеся 8 самолётов в 416-й истребительный авиационный полк и убыл в 4-й запасный истребительный авиационный полк в Моршанск. За этот период полк отчитался о 218 боевых вылетах и 25 сбитых немецких самолётах
Первые самолёты Ла-5 получил только в середине октября 1942 года, 8 ноября 1942 года перебазировался в Люберцы, где доукомплектовывался и обучался. 22 ноября 1942 года полк в составе 30 Ла-5 перелетел на аэродром Гряды в 30 километрах западнее города Белый и с 4 декабря 1942 года начал боевые вылеты, в основном на Великие Луки. В феврале 1943 года перебазировался на аэродром Вешки и с 18 февраля 1943 года совершает вылеты в район Демянска, в ходе Демянской операции. С декабря 1942 года полк отчитался о 1914 боевых вылетов, 23 сбитых вражеских самолётов, уничтожении до 100 автомашин, 20 артиллерийских батарей и большого количества живой силы противника.
После окончания операции во второй декаде марта 1943 года был отведён в тыл, сначала в Дулово, а затем в Монино.
18 марта 1943 года приказом НКО СССР № 128 и Директивой Штаба ВВС Красной Армии No.512345 от 21 марта 1943 года преобразован в 63-й гвардейский истребительный авиационный полк

## Подчинение
| Дата            | Фронт (округ)             | Армия                | Корпус                                | Дивизия                                  | Примечания          |
| --------------- | ------------------------- | -------------------- | ------------------------------------- | ---------------------------------------- | ------------------- |
| 22.06.1941 года | Московский военный округ  | -                    | -                                     | 23-я смешанная авиационная дивизия       | -                   |
| 01.07.1941 года | Западный фронт            | -                    | -                                     | 23-я смешанная авиационная дивизия       | -                   |
| 10.07.1941 года | Западный фронт            | 20-я армия           | -                                     | 23-я смешанная авиационная дивизия       | -                   |
| 01.08.1941 года | Западный фронт            | 20-я армия           | -                                     | 23-я смешанная авиационная дивизия       | -                   |
| 01.09.1941 года | -                         | -                    | -                                     | -                                        | на переформировании |
| 01.10.1941 года | -                         | -                    | -                                     | -                                        | на переформировании |
| 01.11.1941 года | -                         | 52-я отдельная армия | -                                     | -                                        |                     |
| 01.12.1941 года | -                         | -                    | -                                     | -                                        | на переформировании |
| 01.01.1942 года | Резерв Ставки ВГК         | -                    | -                                     | -                                        | -                   |
| 01.02.1942 года | Резерв Ставки ВГК         | -                    | -                                     | -                                        | -                   |
| 01.03.1942 года | Северо-Западный фронт     | -                    | -                                     | -                                        | -                   |
| 01.04.1942 года | Московский военный округ  | -                    | -                                     | -                                        | -                   |
| 01.05.1942 года | Приволжский военный округ | -                    | -                                     | -                                        | -                   |
| 01.06.1942 года | Приволжский военный округ | -                    | -                                     | -                                        | -                   |
| 01.07.1942 года | Приволжский военный округ | -                    | -                                     | -                                        | -                   |
| 01.08.1942 года | Приволжский военный округ | -                    | -                                     | -                                        | -                   |
| 01.09.1942 года | Приволжский военный округ | -                    | -                                     | -                                        | -                   |
| 01.10.1942 года | Приволжский военный округ | -                    | -                                     | -                                        | -                   |
| 01.11.1942 года | Приволжский военный округ | -                    | -                                     | -                                        | -                   |
| 01.12.1942 года | Резерв Ставки ВГК         | -                    | -                                     | 210-я истребительная авиационная дивизия | -                   |
| 01.01.1943 года | Калининский фронт         | 3-я воздушная армия  | 1-й истребительный авиационный корпус | 210-я истребительная авиационная дивизия | -                   |
| 01.02.1943 года | Калининский фронт         | 3-я воздушная армия  | 1-й истребительный авиационный корпус | 210-я истребительная авиационная дивизия | -                   |
| 01.03.1943 года | Калининский фронт         | 3-я воздушная армия  | 1-й истребительный авиационный корпус | 210-я истребительная авиационная дивизия | -                   |

## Командиры
- Богачёв Никита Григорьевич, майор 09.40 — 17.06.1941
- Угроватов, Пётр Васильевич, старший политрук, 17.06.1941 — 11.41
- Васичкин, Иван Георгиевич, батальонный комиссар, 04.12.1941 — 17.02.1942, не вернулся с боевого задания
- Иванов, Николай Павлович, майор, подполковник, с 18.02.1942, впоследствии погиб[1].

## Отличившиеся воины полка
| Награда | Ф. И. О.                     | Должность                | Звание    | Дата награждения | Данные о вылетах                                                      | Примечания                                 |
| ------- | ---------------------------- | ------------------------ | --------- | ---------------- | --------------------------------------------------------------------- | ------------------------------------------ |
|         | Гражданинов, Павел Андреевич | командир звена           | лейтенант | 01.05.1943       | 58 боевых вылетов, лично 13 сбитых самолётов                          | посмертно, погиб 5 марта 1943 года         |
|         | Греков, Леонид Игнатьевич    | помощник командира полка | капитан   | 1941             | 65 боевых вылетов, лично 4 и 10 в группе сбитых самолётов             | посмертно, погиб 29 октября 1941 года      |
| -       | Исаев, Александр Иванович    | командир звена           | лейтенант | -                | -                                                                     | 27 февраля 1943 года погиб, совершив таран |
|         | Федотов, Андрей Андреевич    | штурман полка            | майор     | 01.05.1943       | к моменту представления 160 боевых вылетов, 15 лично сбитых самолётов | погиб 15 декабря 1943                      |